# Vanderlei Luxemburgo
Vanderlei Luxemburgo da Silva (Nova Iguaçu, Río de Janeiro, 10 de mayo de 1952) es un entrenador brasileño de fútbol. Actualmente sin club. Es conocido por sus controvertidos sistemas tácticos, en especial el "cuadrado Mágico" que implantó en el Real Madrid durante su última temporada en el club blanco.

## Trayectoria como jugador
La mayor parte de su carrera como profesional fue jugando para el Flamengo. Posteriormente actuó en el Internacional y el Botafogo, retirándose en 1982 afectado por una lesión en una de sus rodillas. Se desempeñaba en la posición de lateral izquierdo. 
En 2001 se supo que el exjugador, durante su etapa juvenil, había adulterado su edad para restarse tres años y sacar así ventaja sobre sus rivales.

## Trayectoria como entrenador
Tiene una dilatada carrera como técnico, desarrollada casi por completo en Brasil. Ha entrenado a multitud de equipos brasileños.

### Inicios y éxitos en Brasil
Comenzó a ser reconocido como un entrenador de nivel cuando llevó al modesto Bragantino a ganar el Campeonato Paulista en 1990, lo que le permitió fichar por uno de los grandes equipos del país, el Palmeiras, donde también tendría éxitos al ganar la Serie A en 1993 y 1994. Tras una breve estancia en el Santos, se fue al Corinthians en 1998 y volvió a ser campeón del Campeonato brasileño.

### Selección de Brasil
También fue el seleccionador absoluto de Brasil, dimitiendo como técnico del Corinthians para concentrarse en su trabajo al frente de la "canarinha". Conquistó la Copa América 1999, pero perdió contra Camerún en cuartos de final de los Juegos Olímpicos de Sídney 2000, lo que acabó con su etapa al frente de la "seleção".

### Real Madrid
El 30 de diciembre de 2004, firmó como nuevo técnico del Real Madrid; llegó recomendado por Roberto Carlos, uno de los capitanes del equipo. Para entonces, el equipo blanco estaba en quinta posición a 13 puntos del líder, el FC Barcelona. Debutó en un partido de seis minutos, la reanudación de un choque contra la Real Sociedad aplazado por una falsa amenaza terrorista, sumando la victoria. Logró ser uno de los tres técnicos que ganaron sus siete primeros partidos en la Liga española, pero no pudo convertir esos buenos registros en la conquista de títulos. El Real Madrid fue eliminado de la Copa del Rey por el Real Valladolid, entonces en Segunda División, y de la Champions por la Juventus de Turín. Recortó la desventaja con el Barcelona a 4 puntos, suficientes para remontar hasta el segundo puesto, pero no para ganar la Liga.
En su segunda temporada, prescindió de Luís Figo e imprimió un estilo brasileño en el equipo, con las incorporaciones de Robinho y Julio Baptista. Tras varios fracasos, entre ellos no ganar al Olympique de Lyon en Champions y perder en casa contra Valencia CF y FC Barcelona en Liga, fue cesado el 4 de diciembre de 2005, dejando al equipo como 4º clasificado tras 14 jornadas de Liga. El tercer refuerzo brasileño que había solicitado, Cicinho, llegó al club después de su destitución.

### Regreso a Brasil
Tras su experiencia en España, volvió al mando del Santos, cargo que ha ocupado hasta en cuatro etapas diferentes. También estuvo en el banquillo del Palmeiras entre 2008 y 2009.
Ha entrenado también al Atlético Mineiro, cargo del que fue destituido el 23 de septiembre del 2010 tras recibir una humillante goleada ante Fluminense por 1-5. Sus siguientes destinos fueron el Flamengo y el Gremio.
En julio de 2013, se hizo cargo del Fluminense, pero fue cesado en sus funciones unos meses después.
En julio de 2014, firmó como nuevo técnico del Clube de Regatas do Flamengo. Logró salvarlo del descenso en su primera temporada, pero los malos resultados le acompañaron en la segunda y fue despedido en mayo de 2015.
En junio de 2015, se anunció su llegada al Cruzeiro Esporte Clube, siendo despedido tres meses después.

### Breve estancia en China
En septiembre de 2015, se comprometió por un año con el Tianjin Songjiang de China. Fue reemplazado por Fabio Cannavaro en junio de 2016, dejando al equipo como 8º clasificado de la segunda división china.

### Nuevo regreso a Brasil
En mayo de 2017, se incorporó al Sport Recife. A pesar de un inicio prometedor, luego entró en una mala racha de resultados. Finalmente, el 26 de octubre de 2017, fue despedido tras perder como local contra el Junior de Barranquilla en el partido de ida de los cuartos de final de la Copa Sudamericana.
Posteriormente, tras dos años lejos de los banquillos, se hizo cargo del Vasco da Gama, al que salvó del descenso y clasificó para la Copa Sudamericana, pero optó por no continuar en el cargo.
El 16 de diciembre de 2019, firmó un contrato de dos años como nuevo técnico del Palmeiras, iniciando así su quinta etapa en el club. Sin embargo, fue despedido el 15 de octubre de 2020, tras encajar 3 derrotas consecutivas.
El 1 de enero de 2021, se hizo oficial su regreso al Vasco da Gama, sustituyendo en el cargo a Ricardo Sá Pinto, pero fue cesado tras menos de 2 meses en el cargo.
El 3 de agosto de 2021, se incorporó al Cruzeiro. El 28 de diciembre de 2021, el club anunció que Luxemburgo no iba a continuar.
El 1 de mayo de 2023, firmó por el Corinthians. Cinco meses después, el 27 de septiembre de 2023, tras una mala racha de resultados, el club confirmó su marcha.

## Clubes

### Como futbolista
| Club          | País   | Año       |
| ------------- | ------ | --------- |
| Flamengo      | Brasil | 1972–1977 |
| Internacional | Brasil | 1978      |
| Botafogo      | Brasil | 1979–1982 |

### Como entrenador
| Club                         | País           | Año       | PJ   | PG  | PE  | PP  | Efectividad |
| ---------------------------- | -------------- | --------- | ---- | --- | --- | --- | ----------- |
| Campo Grande                 | Brasil         | 1983      | 8    | 2   | 3   | 3   | 37.5%       |
| Rio Branco                   | Brasil         | 1983      | 30   | 15  | 12  | 3   | 63.33%      |
| Friburguense                 | Brasil         | 1984      | 6    | 0   | 2   | 4   | 11.11%      |
| Al Ittihad Jeddah            | Arabia Saudita | 1984      | 11   | 4   | 3   | 4   | 45.45%      |
| Democrata-GV                 | Brasil         | 1985      | 26   | 6   | 11  | 9   | 37.18%      |
| America-RJ                   | Brasil         | 1987      | 18   | 4   | 10  | 4   | 40.74%      |
| Al-Shabab                    | Arabia Saudita | 1987-1988 | 32   | 17  | 10  | 5   | 63.55%      |
| Bragantino                   | Brasil         | 1989-1990 | 78   | 34  | 26  | 18  | 54.7%       |
| Flamengo                     | Brasil         | 1991      | 52   | 24  | 14  | 14  | 55.12%      |
| Guarani                      | Brasil         | 1991      | 17   | 7   | 5   | 5   | 50.98%      |
| Ponte Preta                  | Brasil         | 1992-1993 | 46   | 19  | 19  | 8   | 55.07%      |
| Palmeiras                    | Brasil         | 1993-1994 | 121  | 79  | 22  | 20  | 71.35%      |
| Flamengo                     | Brasil         | 1995      | 46   | 27  | 10  | 9   | 65.95%      |
| Paraná Clube                 | Brasil         | 1995      | 15   | 5   | 5   | 5   | 44.44%      |
| Palmeiras                    | Brasil         | 1995-1996 | 76   | 52  | 11  | 13  | 73.24%      |
| Santos                       | Brasil         | 1997-1998 | 78   | 37  | 19  | 22  | 55.56%      |
| Corinthians                  | Brasil         | 1998-1999 | 55   | 26  | 15  | 14  | 56.36%      |
| Selección de Brasil          | Brasil         | 1999-2000 | 33   | 21  | 7   | 5   | 70.71%      |
| Selección olímpica de Brasil | Brasil         | 2000      | 4    | 2   | 0   | 2   | 50%         |
| Corinthians                  | Brasil         | 2001-2002 | 64   | 32  | 13  | 19  | 56.77%      |
| Palmeiras                    | Brasil         | 2002      | 28   | 14  | 9   | 5   | 60.71%      |
| Cruzeiro                     | Brasil         | 2002-2004 | 104  | 66  | 21  | 17  | 70.19%      |
| Santos                       | Brasil         | 2004      | 52   | 28  | 12  | 12  | 61.54%      |
| Real Madrid                  | España         | 2004-2005 | 45   | 28  | 7   | 10  | 67.41%      |
| Santos                       | Brasil         | 2006-2007 | 143  | 84  | 26  | 33  | 64.8%       |
| Palmeiras                    | Brasil         | 2008-2009 | 93   | 53  | 22  | 18  | 64.88%      |
| Santos                       | Brasil         | 2009      | 26   | 9   | 8   | 9   | 44.88%      |
| Atlético Mineiro             | Brasil         | 2010      | 50   | 21  | 11  | 18  | 49.33%      |
| Flamengo                     | Brasil         | 2010-2012 | 84   | 38  | 32  | 14  | 57.94%      |
| Gremio                       | Brasil         | 2012-2013 | 90   | 51  | 21  | 18  | 64.45%      |
| Fluminense                   | Brasil         | 2013      | 26   | 7   | 9   | 10  | 38.46%      |
| Flamengo                     | Brasil         | 2014-2015 | 57   | 32  | 11  | 14  | 62.57%      |
| Cruzeiro                     | Brasil         | 2015      | 19   | 6   | 3   | 10  | 36.84%      |
| Tianjin Tianhai              | China          | 2015-2016 | 14   | 6   | 4   | 4   | 52.38%      |
| Sport Recife                 | Brasil         | 2017      | 34   | 11  | 8   | 15  | 40.19%      |
| Vasco da Gama                | Brasil         | 2019      | 34   | 12  | 12  | 10  | 47.05%      |
| Palmeiras                    | Brasil         | 2020      | 35   | 17  | 13  | 5   | 60.95%      |
| Vasco da Gama                | Brasil         | 2021      | 12   | 3   | 4   | 5   | 36.11%      |
| Cruzeiro                     | Brasil         | 2021      | 23   | 8   | 11  | 4   | 50.72%      |
| Corinthians                  | Brasil         | 2023      | 38   | 14  | 12  | 12  | 47.37%      |
| Total                        | Total          | Total     | 1823 | 921 | 472 | 430 | 59.15%      |

## Palmarés

### Como jugador

#### Campeonatos regionales
| Título             | Club     | Estado         | Año  |
| ------------------ | -------- | -------------- | ---- |
| Taça Guanabara     | Flamengo | Río de Janeiro | 1972 |
| Campeonato Carioca | Flamengo | Río de Janeiro | 1972 |
| Taça Guanabara     | Flamengo | Río de Janeiro | 1973 |
| Campeonato Carioca | Flamengo | Río de Janeiro | 1974 |
| Taça Guanabara     | Flamengo | Río de Janeiro | 1978 |
| Campeonato Carioca | Flamengo | Río de Janeiro | 1978 |

### Como entrenador

#### Campeonatos regionales
| Título                  | Club             | Estado                     | Año  |
| ----------------------- | ---------------- | -------------------------- | ---- |
| Campeonato Capixaba     | Rio Branco       | Espírito Santo             | 1983 |
| Campeonato Paulista     | Bragantino       | São Paulo                  | 1990 |
| Campeonato Paulista     | Palmeiras        | São Paulo                  | 1993 |
| Campeonato Paulista     | Palmeiras        | São Paulo                  | 1994 |
| Campeonato Paulista     | Palmeiras        | São Paulo                  | 1996 |
| Torneo Río-São Paulo    | Santos           | Río de Janeiro / São Paulo | 1997 |
| Campeonato Paulista     | Corinthians      | São Paulo                  | 2001 |
| Campeonato Mineiro      | Cruzeiro         | Minas Gerais               | 2003 |
| Campeonato Paulista     | Santos           | São Paulo                  | 2006 |
| Campeonato Paulista     | Santos           | São Paulo                  | 2007 |
| Campeonato Paulista     | Palmeiras        | São Paulo                  | 2008 |
| Campeonato Mineiro      | Atlético Mineiro | Minas Gerais               | 2010 |
| Campeonato Carioca      | Flamengo         | Río de Janeiro             | 2011 |
| Campeonato Pernambucano | Sport            | Pernambuco                 | 2017 |
| Campeonato Paulista     | Palmeiras        | São Paulo                  | 2020 |

#### Campeonatos nacionales
| Título                          | Club        | País   | Año  |
| ------------------------------- | ----------- | ------ | ---- |
| Campeonato Brasileño de Serie B | Bragantino  | Brasil | 1989 |
| Campeonato Brasileño de Serie A | Palmeiras   | Brasil | 1993 |
| Campeonato Brasileño de Serie A | Palmeiras   | Brasil | 1994 |
| Campeonato Brasileño de Serie A | Corinthians | Brasil | 1998 |
| Campeonato Brasileño de Serie A | Cruzeiro    | Brasil | 2003 |
| Copa de Brasil                  | Cruzeiro    | Brasil | 2003 |
| Campeonato Brasileño de Serie A | Santos      | Brasil | 2004 |

#### Campeonatos internacionales
| Título       | Equipo (*)          | Sede     | Año  |
| ------------ | ------------------- | -------- | ---- |
| Copa América | Selección de Brasil | Paraguay | 1999 |

(*) Incluye la selección.